# Elektronica
Elektronica is een apart vakgebied binnen de elektrotechniek. Het bestudeert hoe elektrische stroom in een schakeling, waarin elektronenbuizen of halfgeleidertechniek zijn verwerkt, kan worden gestuurd. De betreffende schakelingen worden met elektronische componenten opgebouwd. Daartoe wordt het gedrag van elektronen in actieve componenten, dat zijn onder meer elektronenbuizen en transistors, maar ook in niet-lineaire componenten, bijvoorbeeld in diodes, bestudeerd.

## Inleiding
De kennis van elektronica wordt toegepast in apparaten die elektrische stromen en/of elektromagnetische velden manipuleren. Hiermee kan informatie verzonden en/of gemanipuleerd worden, maar ook kan er energie mee verspreid, geregeld en gecontroleerd worden. Deze laatste toepassingen worden bestudeerd in de vermogenselektronica. Alhoewel elektriciteit al langer gebruikt werd om informatie via de telegraaf en de telefoon te verzenden, nam het gebruik van elektronica pas echt een hoge vlucht na de uitvinding van de radio. Hedendaagse elektronica verricht een grote verscheidenheid aan taken. Indien de elektronica wordt toegepast binnen de luchtvaart wordt gesproken over avionica.
Een elektronisch systeem kan als volgt worden beschouwd:
1. ingangen – Elektrische of mechanische sensoren of opnemers, die een signaal opnemen (zoals temperatuur, luchtdruk, etc.) en deze omzetten in een variabele elektrische spanning, elektrische stroom, capaciteit of weerstand.
2. signaalverwerkingseenheden – deze bestaan uit elektronische onderdelen die zo met elkaar verbonden zijn dat ze de aangeboden signalen manipuleren, interpreteren en transformeren.
3. uitgangen – elektrisch bedienbare aandrijvers die een elektrisch signaal weer om kunnen zetten in een andere fysieke vorm, zoals geluid, mechanische beweging, licht et cetera.

Neem bijvoorbeeld de televisie. Het ingangssignaal van een tv is het zendsignaal, uitgezonden door een televisiezender; dit wordt ontvangen via de antenne of kabel. Signaalverwerkingseenheden in het televisietoestel extraheren uit het ontvangen signaal informatie over de helderheid, de kleur en audio-informatie. Het apparaat dat het televisiebeeld uitgeeft, is dan ten slotte de beeldbuis en het apparaat dat de audio-informatie uitgeeft, is de luidspreker.

## Electronica-beurzen
- Polygoonjournaal Efficiencybeurs 1964
- Polygoonjournaal Security '75

## Elektronische meetapparatuur
- ampèremeter, of galvanometer: meet elektrische stroom in ampère (A)
- ohmmeter: meet de elektrische weerstand in ohm (Ω)
- voltmeter: meet elektrische spanning in volt (V)
- wattmeter of vermogensmeter (meet elektrisch vermogen in watt (W)
- capaciteitsmeter: meet de waarde van een condensator in farad (F)
- inductiemeter: meet de waarde van een spoel in henry (H)
- frequentiemeter: meet de frequentie van een signaal in hertz (Hz)
- multimeter: meet verschillende van de bovenstaande grootheden en geeft deze numeriek weer
- oscilloscoop: meet verschillende van de bovenstaande tijdveranderlijke grootheden en geeft deze grafisch weer
- signaalgenerator: ook wel functiegenerator genoemd, wekt gepaste signalen op die nodig zijn bij metingen
- logische analysator: test digitale circuits
- elektrostaat: meet elektrostatische ladingen
- spectrumanalyzer: meet het spectrum van een elektrisch signaal en geeft dit weer
- network analyser: meet de karakteristieken van twee- of vierpool netwerken, bijvoorbeeld het opmeten van de bodediagramma van een versterker, en geeft deze weer

## Verbindingsmethoden voor elektronische componenten
- draad en verbindingsmateriaal, zoals klemmen – connectoren
- gedrukte bedradingskaart (printplaat, PCB)
- geïntegreerd circuit
- punt-naar-puntconstructie
- wire-wrap
- experimenteerplank (breadboard)

## Componenten

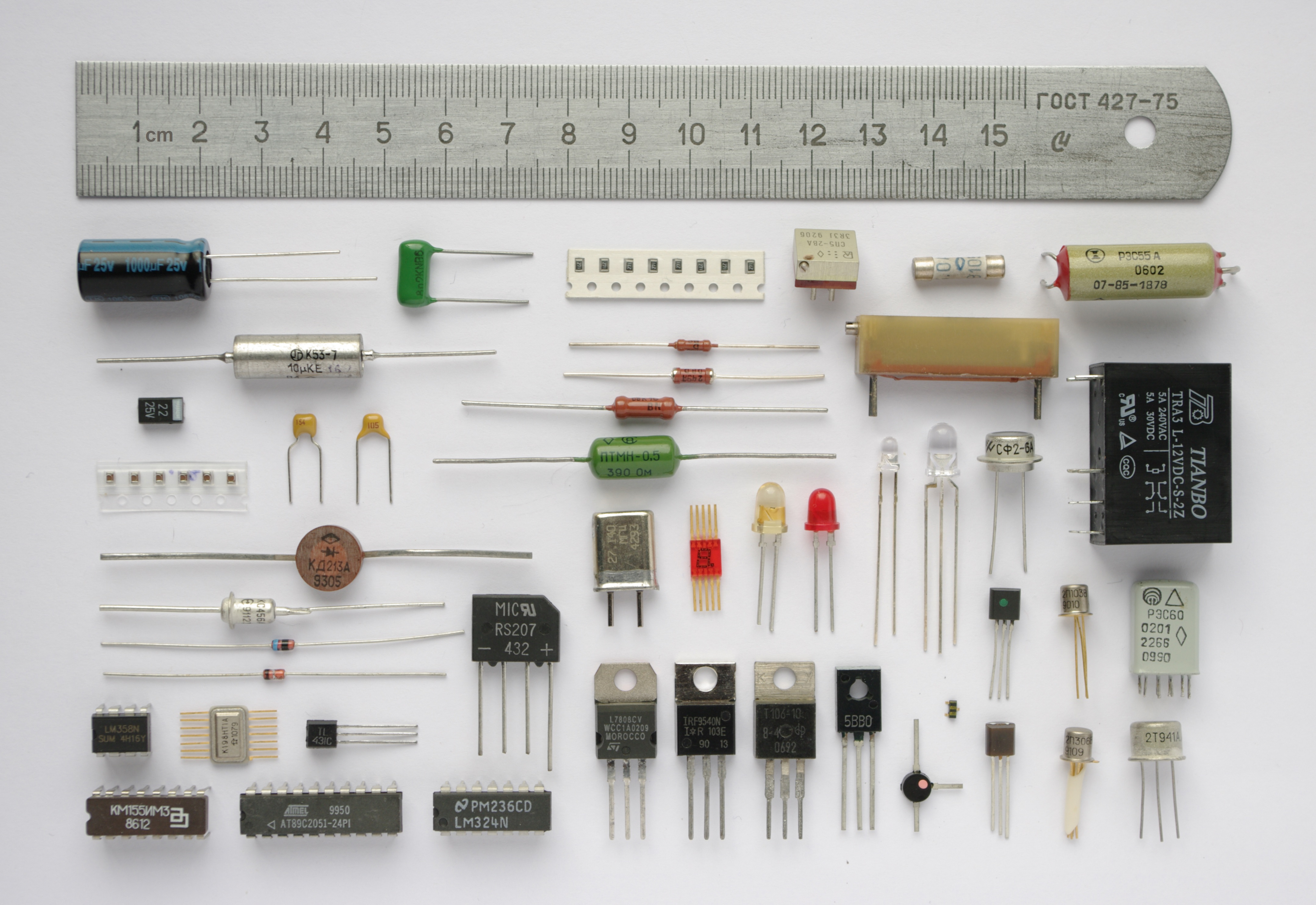
Diverse componenten

Elektronische componenten kunnen op verschillende wijzen worden ingedeeld:
- Actieve of passieve componenten. Actieve componenten kunnen een spanning of stroom versterken.
- Discrete en geïntegreerde componenten. Discrete componenten zijn de basisonderdelen zoals weerstand, condensator of transistor. IC’s vallen onder de geïntegreerde componenten.
- Lineaire of niet-lineaire componenten. Bij lineaire componenten is er een lineair verband tussen het ingangssignaal en het uitgangssignaal. Digitale schakelingen voor booleaanse algebra en de samenbouw van deze schakelingen vallen onder de niet-lineaire componenten of digitale componenten.
- Digitale en analoge componenten.
- Vermogens componenten. Dit zijn componenten die relatief grotere stromen, spanningen en vermogens kunnen ‘verwerken’. Het wordt er niet apart bij aangeduid wanneer de stroom door componenten gering is.

Er bestaan over de hiervoor genoemde indelingen veelal geen eenduidige definities. Hieronder volgt een indeling van elektronische componenten.

### Passieve componenten
- weerstand
- condensator
- spoel
- transformator
- piëzo-elektrisch kristal

### Actieve componenten op basis van halfgeleidertechniek
Het is met de techniek van de halfgeleiders mogelijk daarmee actieve componenten te maken.
- diode
  - licht-emitterende diode
  - fotodiode
  - schottkydiode
  - zenerdiode
  - avalanchediode
  - variabele-capaciteitsdiode
- memristor
- transistor
  - veldeffecttransistor
  - bipolaire transistor
  - IGBT
  - unijunctiontransistor
  - fototransistor
  - darlingtontransistor
- geïntegreerde schakeling of IC
- elektronische schakelaars
  - diac
  - triac
  - thyristor
  - gate turn-off thyristor
  - insulated-gate bipolar transistor

### Actieve componenten op basis van emissie
Actieve componenten, waarvan de werking op elektromagnetische straling is gebaseerd, werden eerder gemaakt dan componenten gebaseerd op halfgeleidertechniek, maar vinden nog steeds hun toepassing. 
- elektronenbuis of radiobuis
- beeldbuis
- klystron
- magnetron
- lopende-golfbuis of travelling wave tube TWT

### Elektromechanische opnemers en activatoren
- microfoon
- luidspreker
- elektromagneet
- rekstrookje
- relais
- elektromotor

### Thermo-elektrische onderdelen
- thermistor
- thermokoppel
- peltierelement

### Lichtgevoelige onderdelen
- lichtgevoelige weerstand
- fotodiode
- lichtgevoelige transistor
- fototransistor

### Diversen
- antenne
- batterij
- sensoren

## Schakelingen
Een schakeling bestaat uit aan elkaar verbonden elektrische componenten, waarmee een bepaalde functie functies kan worden uitgevoerd.

### Analoge schakelingen
De meeste analoge elektronische apparaten, zoals radio-ontvangers, worden geconstrueerd met een samenvoeging van de volgende bouwblokken:
- elektronische versterkers
- elektronische filters
- elektronische oscillators
- elektronische mixers
- impedantie-aanpassers
- elektronische voedingen

### Digitale schakelingen
Computers, elektronische kwartsklokken en programmeerbare logische besturingen (gebruikt om industriële processen te sturen) worden geconstrueerd als digitale schakelingen. Digitale signaalprocessoren zijn een ander voorbeeld.
- logische poorten
- flipflops
- tellers
- registers
- multiplexers
- microprocessors

### Hybride schakelingen
Hybride schakelingen, bestaande uit zowel digitale als analoge schakelingen, komen steeds meer voor. Om tussen de digitale en de analoge wereld te kunnen omzetten, gebruikt men analoog-digitaalomzetter en digitaal-analoogomzetters. Deze schakelingen worden ook in de vermogenselektronica toegepast.

## Opleidingen
- middelbaar beroepsonderwijs
- technisch secundair onderwijs
- bachelor en master

De bachelor en master in de elektronica worden in Nederland op het niveau van hbo- en van TU-ingenieur en in Vlaanderen op het niveau van industrieel en van burgerlijk ingenieur aan verschillende hogescholen en universiteiten aangeboden. 